# Saale-Holzland-Kreis
Der Saale-Holzland-Kreis ist ein Landkreis im Osten von Thüringen. Nach der Raumordnung gehört der Kreis zur Planungsregion Ostthüringen und ist Mitglied der Planungsgemeinschaft Ostthüringen. Namensgebend sind die den Landkreis durchfließende Saale und das Thüringer Holzland.

## Geografie
Nachbarkreise sind im Norden der sachsen-anhaltische Burgenlandkreis, im Osten die kreisfreie Stadt Gera und der Landkreis Greiz, im Süden der Saale-Orla-Kreis, im Südwesten der Landkreis Saalfeld-Rudolstadt und im Westen der Landkreis Weimarer Land sowie die kreisfreie Stadt Jena. Durch den Landkreis fließen Saale und Weiße Elster.

## Geschichte
Der Saale-Holzland-Kreis entstand im Zuge der Kreisreform in Thüringen im Jahr 1994 zunächst mit dem Namen Holzlandkreis aus den ehemaligen Landkreisen Eisenberg, Jena und Stadtroda.

### Einwohnerentwicklung
| Jahr | Einwohner |
| ---- | --------- |
| 1994 | 102.875   |
| 1995 | 102.247   |
| 1996 | 101.598   |
| 1997 | 101.185   |
| 1998 | 100.472   |
| 1999 | 099.651   |
| 2000 | 098.592   |
| 2001 | 097.568   |
| 2002 | 96.607    |
| 2003 | 95.376    |

| Jahr | Einwohner |
| ---- | --------- |
| 2004 | 94.501    |
| 2005 | 93.281    |
| 2006 | 92.093    |
| 2007 | 90.910    |
| 2008 | 89.825    |
| 2009 | 88.632    |
| 2010 | 87.799    |
| 2011 | 86.303    |
| 2012 | 84.282    |
| 2013 | 84.001    |

| Jahr | Einwohner |
| ---- | --------- |
| 2014 | 83.966    |
| 2015 | 86.184    |
| 2016 | 84.525    |
| 2017 | 82.990    |
| 2018 | 83.051    |
| 2019 | 82.950    |
| 2020 | 82.816    |
| 2021 | 82.513    |
| 2022 | 83.595    |
| 2023 | 84.040    |

| Jahr | Einwohner |
| ---- | --------- |
| 2024 | 83.342    |

Datenquelle: ab 1994 Thüringer Landesamt für Statistik – Werte vom 31. Dezember

## Politik
Am 23. September 2008 erhielt der Kreis den von der Bundesregierung verliehenen Titel „Ort der Vielfalt“.

### Kreistag
Die 46 Sitze im Kreistag verteilen sich seit der Wahl am 26. Mai 2024 folgendermaßen auf die einzelnen Parteien:
| Partei             | Sitze   | Sitzverteilung im Kreistag des Saale-Holzland-Kreises seit 2024Insgesamt 46 Sitze - Linke: 5 - SPD / Offene Liste: 3 - Grüne: 2 - Bauern: 5 - FDP: 1 - CDU: 13 - BI: 5 - AfD: 12 |
| CDU                | 13 (−1) | Sitzverteilung im Kreistag des Saale-Holzland-Kreises seit 2024Insgesamt 46 Sitze - Linke: 5 - SPD / Offene Liste: 3 - Grüne: 2 - Bauern: 5 - FDP: 1 - CDU: 13 - BI: 5 - AfD: 12 |
| AfD                | 12 (+5) | Sitzverteilung im Kreistag des Saale-Holzland-Kreises seit 2024Insgesamt 46 Sitze - Linke: 5 - SPD / Offene Liste: 3 - Grüne: 2 - Bauern: 5 - FDP: 1 - CDU: 13 - BI: 5 - AfD: 12 |
| Bauern             | 5 (+1)  | Sitzverteilung im Kreistag des Saale-Holzland-Kreises seit 2024Insgesamt 46 Sitze - Linke: 5 - SPD / Offene Liste: 3 - Grüne: 2 - Bauern: 5 - FDP: 1 - CDU: 13 - BI: 5 - AfD: 12 |
| BI                 | 5 (±0)  | Sitzverteilung im Kreistag des Saale-Holzland-Kreises seit 2024Insgesamt 46 Sitze - Linke: 5 - SPD / Offene Liste: 3 - Grüne: 2 - Bauern: 5 - FDP: 1 - CDU: 13 - BI: 5 - AfD: 12 |
| DIE LINKE          | 5 (−2)  | Sitzverteilung im Kreistag des Saale-Holzland-Kreises seit 2024Insgesamt 46 Sitze - Linke: 5 - SPD / Offene Liste: 3 - Grüne: 2 - Bauern: 5 - FDP: 1 - CDU: 13 - BI: 5 - AfD: 12 |
| SPD / Offene Liste | 3 (±0)  | Sitzverteilung im Kreistag des Saale-Holzland-Kreises seit 2024Insgesamt 46 Sitze - Linke: 5 - SPD / Offene Liste: 3 - Grüne: 2 - Bauern: 5 - FDP: 1 - CDU: 13 - BI: 5 - AfD: 12 |
| Grüne              | 2 (−1)  | Sitzverteilung im Kreistag des Saale-Holzland-Kreises seit 2024Insgesamt 46 Sitze - Linke: 5 - SPD / Offene Liste: 3 - Grüne: 2 - Bauern: 5 - FDP: 1 - CDU: 13 - BI: 5 - AfD: 12 |
| FDP                | 1 (−2)  | Sitzverteilung im Kreistag des Saale-Holzland-Kreises seit 2024Insgesamt 46 Sitze - Linke: 5 - SPD / Offene Liste: 3 - Grüne: 2 - Bauern: 5 - FDP: 1 - CDU: 13 - BI: 5 - AfD: 12 |

### Landrat
Landrat des Saale-Holzland-Kreises ist seit dem 1. Juli 2024 Johann Waschnewski (CDU). Er setzte sich in der Stichwahl gegen Christian Bratfisch (AfD, 39,4 %, 1. Wahlgang 25,3 %) durch und erzielte 60,6 % (1. Wahlgang 30,1 %) der Stimmen. Im ersten Wahlgang traten auch die Kandidaten Markus Gleichmann (DIE LINKE/SPD, 15,9 %), Albert Weiler (BI Holzland, 13,6 %), Lutz Lüttich (parteilos, 12,6 %) und Patrick Frisch (FDP, 2,5 %) an.

#### Ehemalige Landräte
- 1994–2006: Jürgen Mascher (CDU)
- 2006–2024: Andreas Heller (CDU)

### Verwaltung
Der Sitz der Kreisverwaltung befindet sich im Barockschloss Christiansburg in Eisenberg, dem früheren Residenzschloss des Herzogtums Sachsen-Eisenberg aus dem 17. Jahrhundert. Außenstellen der Kreisverwaltung befinden sich in Stadtroda und Jena.

### Bundespolitik
Der Saale-Holzland-Kreis bildet zusammen mit dem Landkreis Saalfeld-Rudolstadt und dem Saale-Orla-Kreis den Bundestagswahlkreis Saalfeld-Rudolstadt – Saale-Holzland-Kreis – Saale-Orla-Kreis mit der Wahlkreisnummer 195. Bei der Bundestagswahl 2021 gewann der AfD-Politiker Michael Kaufmann das Direktmandat in diesem Wahlkreis, der sich gegen den bisherigen Mandatsinhaber Albert Weiler von der CDU durchsetzen konnte. Der Wahlkreis 195 ist somit einer von vier durch die AfD gewonnenen Wahlkreisen in Thüringen. Über die Landesliste ist darüber hinaus der FDP-Politiker Reginald Hanke in den Deutschen Bundestag eingezogen, welcher bereits seit 2019 Mitglied des Deutschen Bundestages ist.

### Wappen
Der Saale-Holzland-Kreis führt seit 1997 ein Wappen mit folgender Blasonierung: „Gespalten durch eine eingebogene aufsteigende goldene, mit roten Herzen besäte Spitze, darin ein schwarzer wachsender Löwe; rechts in Rot ein silberner Schrägrechtsbalken; links im neunmal von Schwarz und Gold geteilten Feld ein schrägrechter grüner Rautenkranz.“
Das Wappen zeigt die in der Vergangenheit verwendete Symbolik der das heutige Gebiet des Saale-Holzland-Kreises überwiegend beherrschenden Herren, Grafen und Fürsten. Bis zum Ende des 14. Jahrhunderts waren dies die Herren von Lobdeburg (oben rechts) und die Grafen von Orlamünde (in der Spitze). Danach gehörte fast das gesamte Gebiet den wettinischen Fürsten (oben links). Kurzzeitig (1680 bis 1714) bildete sich in diesem Gebiet das Herzogtum Sachsen-Eisenberg heraus; die jetzige Kreisstadt Eisenberg war unter dem Herzog Christian Residenzstadt.
Eine Übersicht zu den Wappen der Städte und Gemeinden des Landkreises findet man in der Liste der Wappen im Saale-Holzland-Kreis.

## Wirtschaft und Infrastruktur

### Wirtschaft
Der wirtschaftliche Schwerpunkt des Landkreises liegt in der Region um Hermsdorf. Auf dem ehemaligen Industriegelände der Tridelta AG wächst ein Branchenmix heran, das sanierte und neu erschlossene Industriegebiet ist zu ca. 70 % belegt. Der Saale-Holzland-Kreis arbeitet auf dem Gebiet der Wirtschaft eng mit der Stadt Jena zusammen. Im Rahmen des JenArea-Projektes gibt es vielfältige wirtschaftliche Beziehungen vor allem zwischen Unternehmen aus Jena und Hermsdorf.

### Medizinische Einrichtungen
Das Waldkrankenhaus Rudolf Elle in Eisenberg ist ein Akutkrankenhaus mit der Besonderheit, dass die Orthopädie mit dem Lehrstuhl an der Universität in Jena verbunden ist. In Stadtroda gibt es das Asklepios Fachklinikum für Psychiatrie und Neurologie mit einer Forensischen Psychiatrie, in Bad Klosterlausnitz existieren drei Rehakliniken.

### Verkehr

#### Busverkehr
Der Busverkehr wird von der JES Verkehrsgesellschaft mbH übernommen. Die Busse verkehren werktäglich nahezu im gesamten Landkreis.

#### Schiene
Die erste Bahnstrecke der Thüringischen Eisenbahn-Gesellschaft, die im Jahre 1859 von Leipzig nach Gera eröffnet wurde, berührte das heutige Kreisgebiet zunächst nur in der Gemeinde Crossen an der Elster.
Erst 1874 entstand die Hauptstrecke der Saal-Eisenbahn-Gesellschaft im Saaletal von Naumburg über Jena nach Saalfeld. Sie wurde schon zwei Jahre später von der Bahnstrecke Weimar–Gera in Göschwitz gekreuzt, die in Jena West eine eigene Station erhielt.
Die Saal-Eisenbahn-Gesellschaft eröffnete 1889 von Orlamünde aus eine Querverbindung nach Pößneck (Orlabahn).
Die heutige Kreisstadt Eisenberg hatte schon 1880 eine Anbindung an die Strecke Leipzig–Gera durch die Bahnstrecke Crossen–Porstendorf erhalten, die von der Preußischen Staatsbahn 1905 bis Porstendorf im Saaletal verlängert wurde. Die 1897 weiter nördlich ebenfalls von der KPStE erstellte Bahnstrecke Zeitz–Osterfeld–Camburg berührte im heutigen Kreis nur noch die Kleinstadt Schkölen. Auch sie ist wie insgesamt 37 km Strecken stillgelegt worden:
- 1945: Molau–Camburg, 3 km
- 1965: Osterfeld–Schkölen–Molau, 4 km
- 1969: Eisenberg–Bürgel–Porstendorf, 21 km
- 1998: Crossen–Eisenberg, 9 km

Das Netz umfasste einst 122 km.

#### Straße
Verkehrsmittelpunkt des Kreises ist das Hermsdorfer Kreuz als Schnittpunkt der Bundesautobahnen 4 und 9.
Von Westen nach Osten durchläuft die Bundesstraße 7 das Kreisgebiet. Aus Jena kommend, führt die B 7 über Bürgel und Eisenberg und verlässt den Landkreis in Richtung Gera. Von Nord nach Süd verläuft die Bundesstraße 88 und führt über Camburg, Dornburg, Jena, Kahla nach Orlamünde und verlässt den Saale-Holzland-Kreis in Richtung Rudolstadt.

### Schutzgebiete
Im Landkreis befinden sich 18 ausgewiesene Naturschutzgebiete (Stand Januar 2017).

## Gemeinden
Eisenberg, Hermsdorf/Bad Klosterlausnitz (funktionsteilig) und Stadtroda sind als Mittelzentren ausgewiesen.
Grundzentren sind die Städte Bürgel, Dornburg-Camburg, Kahla sowie funktionsteilig und landkreisübergreifend Bad Köstritz/Crossen an der Elster.
(Einwohner am 31. Dezember 2024)
Gemeinschaftsfreie Gemeinden

- Kahla, Stadt (6825)

Erfüllende Gemeinden
| 1. Bad Klosterlausnitz (3399), erfüllende Gemeinde auch für 1. Albersdorf (298) 2. Bobeck (262) 3. Scheiditz (54) 4. Schlöben (892) 5. Schöngleina (515) 6. Serba (665) 7. Tautenhain (910) 8. Waldeck (218) 9. Weißenborn (1126) 2. Bürgel, Stadt (3099), erfüllende Gemeinde auch für 1. Graitschen bei Bürgel (384) 2. Nausnitz (84) 3. Poxdorf (94) | 1. Eisenberg, Stadt (10.955), erfüllende Gemeinde auch für 2. Stadtroda, Stadt (6785), erfüllende Gemeinde auch für 1. Möckern (106) 2. Ruttersdorf-Lotschen (327) |  |

Verwaltungsgemeinschaften
* Sitz einer Verwaltungsgemeinschaft

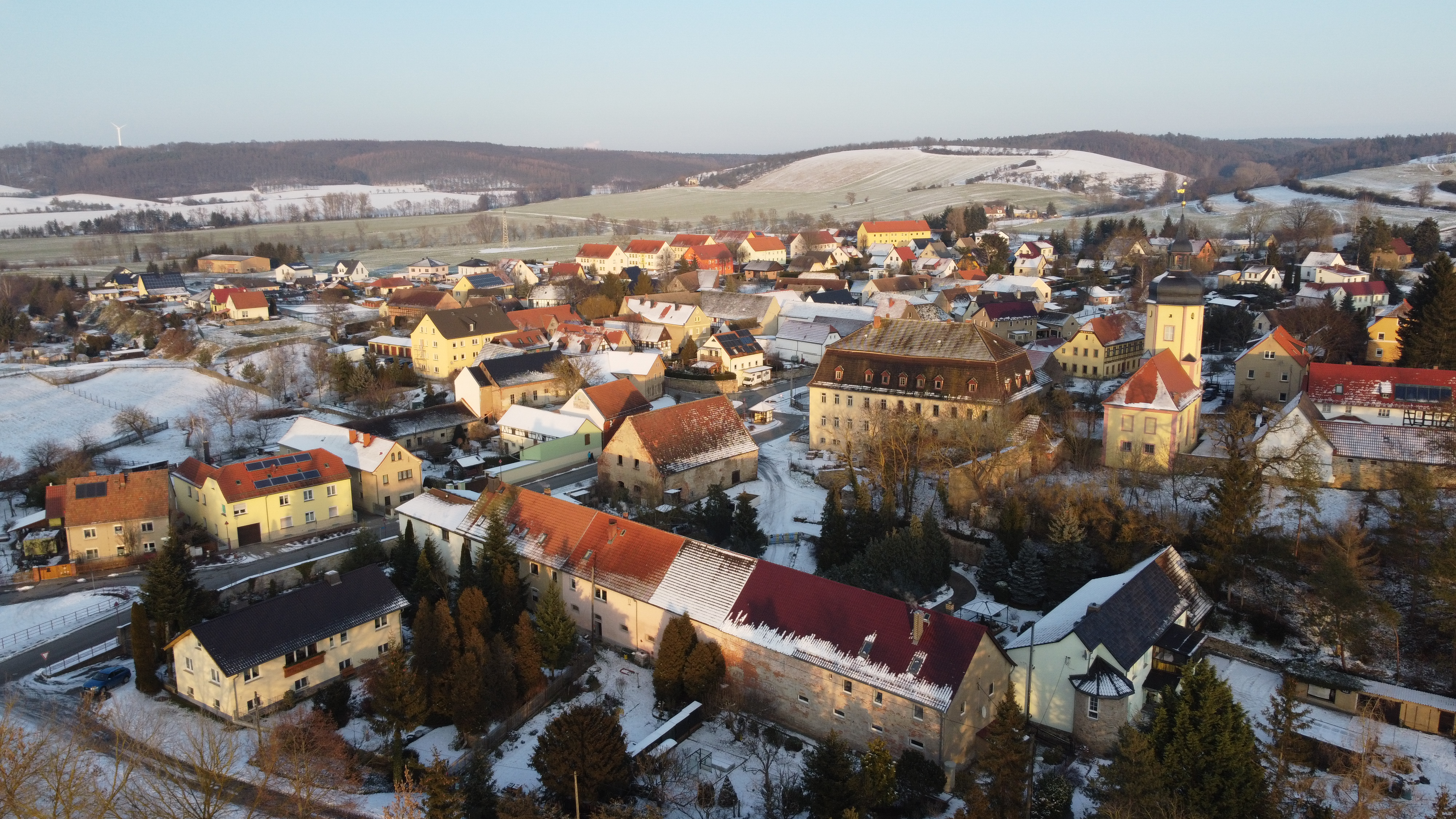
Silbitz

| - 1. Verwaltungsgemeinschaft Dornburg-Camburg (10.183) 1. Dornburg-Camburg, Stadt * (5289) 2. Frauenprießnitz (812) 3. Golmsdorf (707) 4. Großlöbichau (804) 5. Hainichen (190) 6. Jenalöbnitz (156) 7. Lehesten (648) 8. Löberschütz (148) 9. Neuengönna (658) 10. Tautenburg (276) 11. Thierschneck (99) 12. Wichmar (225) 13. Zimmern (171) - 2. Verwaltungsgemeinschaft Heideland-Elstertal-Schkölen (7.579) 1. Crossen an der Elster * (1568) 2. Hartmannsdorf (657) 3. Heideland (1738) 4. Rauda (274) 5. Schkölen, Stadt (2559) 6. Silbitz (607) 7. Walpernhain (176) | - 3. Verwaltungsgemeinschaft Hermsdorf (11.185) 1. Hermsdorf, Stadt * (8210) 2. Mörsdorf (558) 3. Reichenbach (860) 4. Schleifreisen (420) 5. St. Gangloff (1137) - 4. Verwaltungsgemeinschaft Hügelland/Täler (4.768) 1. Bremsnitz (141) 2. Eineborn (316) 3. Geisenhain (178) 4. Gneus (145) 5. Großbockedra (154) 6. Karlsdorf (115) 7. Kleinbockedra (34) 8. Kleinebersdorf (172) 9. Lippersdorf-Erdmannsdorf (457) 10. Meusebach (88) 11. Oberbodnitz (233) 12. Ottendorf (404) 13. Rattelsdorf (72) 14. Rausdorf (224) 15. Renthendorf (414) 16. Tautendorf (140) 17. Tissa (140) 18. Tröbnitz * (445) 19. Trockenborn-Wolfersdorf (621) 20. Waltersdorf (147) 21. Weißbach (128) | - 5. Verwaltungsgemeinschaft Südliches Saaletal (11.241) [Sitz: Kahla] 1. Altenberga (791) 2. Bibra (273) 3. Bucha (1160) 4. Eichenberg (361) 5. Freienorla (310) 6. Großeutersdorf (263) 7. Großpürschütz (376) 8. Gumperda (396) 9. Hummelshain (605) 10. Kleineutersdorf (321) 11. Laasdorf (532) 12. Lindig (235) 13. Milda (728) 14. Orlamünde, Stadt (1081) 15. Reinstädt (453) 16. Rothenstein (1134) 17. Schöps (287) 18. Seitenroda (205) 19. Sulza (264) 20. Unterbodnitz (193) 21. Zöllnitz (1273) |

Zu den Begriffen „Verwaltungsgemeinschaft“ bzw. „erfüllende Gemeinde“ siehe Verwaltungsgemeinschaft und erfüllende Gemeinde (Thüringen).

## Gebietsveränderungen

### Gemeinden
- Auflösung der Gemeinde Gernewitz – Eingliederung nach Stadtroda (12. Oktober 1994)
- Auflösung der Gemeinden Dothen, Graitschen auf der Höhe, Hainchen, Nautschütz, Rockau und Wetzdorf sowie der Stadt Schkölen – Zusammenlegung zur Stadt Schkölen (1. Januar 1997)
- Auflösung der Gemeinde Zöthen – Eingliederung nach Camburg (1. April 1999)
- Auflösung der Gemeinde Seifartsdorf – Eingliederung nach Silbitz (16. März 2004)
- Auflösung der Gemeinde Dorndorf-Steudnitz sowie der Stadt Dornburg/Saale – Eingliederung nach Camburg – Namensänderung zu Dornburg-Camburg (1. Dezember 2008)
- Auflösung der Gemeinden Bollberg und Quirla – Eingliederung nach Stadtroda (1. Januar 2019)

### Verwaltungsgemeinschaften und erfüllende Gemeinden
- Auflösung der Verwaltungsgemeinschaft Gleistal-Gemdental – Eingliederung der Mitgliedsgemeinden in die Verwaltungsgemeinschaft Dornburg (29. Dezember 1994)
- Auflösung der Verwaltungsgemeinschaft Quirla – Stadtroda wird erfüllende Gemeinde für die beiden Mitgliedsgemeinden (20. Oktober 1995)
- Auflösung der Verwaltungsgemeinschaft Stadtroda – Stadtroda wird erfüllende Gemeinde für die andere Mitgliedsgemeinde (20. Oktober 1995)
- Ausscheiden der Gemeinde Serba aus der Verwaltungsgemeinschaft Wethautal – Bad Klosterlausnitz wird erfüllende Gemeinde für die Gemeinde (28. Dezember 1995)
- Auflösung der Verwaltungsgemeinschaft Auf der Heide – Eingliederung der Gemeinden Heideland und Walpernhain in die Verwaltungsgemeinschaft Elstertal; Gösen wird zur selbständigen Gemeinde (14. März 1996)
- Auflösung der Verwaltungsgemeinschaft Bürgel – Bürgel wird erfüllende Gemeinde für die anderen drei Mitgliedsgemeinden (4. Juni 1996)
- Auflösung der Verwaltungsgemeinschaft Wethautal – Eisenberg wird erfüllende Gemeinde für die drei Mitgliedsgemeinden (1. August 1996)
- Eisenberg wird erfüllende Gemeinde für Gösen (1. August 1996)
- Auflösung der Verwaltungsgemeinschaft Schkölen – Eingliederung der Gemeinde Thierschneck in die Verwaltungsgemeinschaft Camburg; Eisenberg wird erfüllende Gemeinde für Mertendorf; Zusammenschluss der anderen sieben Mitgliedsgemeinden zur neuen Stadt Schkölen (1. Januar 1997)
- Auflösung der Verwaltungsgemeinschaft Camburg – Camburg wird erfüllende Gemeinde für die fünf anderen Mitgliedsgemeinden (30. Juni 1999)
- Auflösung der Verwaltungsgemeinschaft Holzland – Bad Klosterlausnitz wird erfüllende Gemeinde für die anderen neun Mitgliedsgemeinden (30. Juni 1999)
- Auflösung der Verwaltungsgemeinschaft Dornburg – Zusammenschluss der Mitgliedsgemeinden mit den Gemeinden, deren erfüllende Gemeinde Camburg ist, zur neuen Verwaltungsgemeinschaft Dornburg-Camburg (1. Februar 2005)
- Erweiterung der Verwaltungsgemeinschaft Heideland-Elstertal um die Stadt Schkölen (1. Januar 2012)
- Die Stadt Stadtroda ist nicht länger erfüllende Gemeinde für Bollberg und Quirla (1. Januar 2019)
- Ausgliederung der Gemeinde Unterbodnitz aus der Verwaltungsgemeinschaft Hügelland/Täler – Erweiterung der Verwaltungsgemeinschaft Südliches Saaletal um diese Gemeinde (1. Januar 2024)

### Namensänderungen
- von Verwaltungsgemeinschaft Hartmannsdorf zu Verwaltungsgemeinschaft Elstertal (11. Oktober 1994)
- von Verwaltungsgemeinschaft Elstertal zu Verwaltungsgemeinschaft Heideland-Elstertal (14. März 1996)
- von Verwaltungsgemeinschaft Heideland-Elstertal zu Verwaltungsgemeinschaft Heideland-Elstertal-Schkölen (1. Januar 2012)

## Kfz-Kennzeichen
Am 1. Juli 1994 wurden dem Landkreis die Kfz-Unterscheidungszeichen EIS (Eisenberg) und SRO (Stadtroda) zugewiesen. Diese wurden am 1. Februar 1995 vom neuen Unterscheidungszeichen SHK abgelöst. Seit dem 24. November 2012 sind die Kürzel EIS und SRO wieder erhältlich.